# Shrek: Zvonec a konec
Shrek: Zvonec a konec (v anglickém originále Shrek Forever After) je americký animovaný komediálně-fantastický film z roku 2010, čtvrtý celovečerní film z filmové série o Shrekovi. Film vypráví o tom, jak Shrek podepíše smlouvu s Rampelníkem a jeho život se od základů změní.

## Příběh
Děj filmu začíná ještě předtím, než Shrek zachránil spolu s Oslíkem Fionu v prvním filmu. Zoufalý král Harold a královna Lilian chtějí zbavit svou dceru Fionu kletby, a tak navštíví Rampelníka. Ten za pomoc královskému páru požaduje, aby se on sám stal králem Za sedmero horami. Těsně předtím, než je dohoda podepsána, se královský pár dozví, že Fiona byla zachráněna. V současnosti si Rampelník přeje, aby se Shrek nikdy nenarodil a touží po pomstě.
Shrek se mezitím začal nudit v životě domácího muže a celebrity v řadách místních vesničanů, a tak touží po dnech, kdy by se cítil zase jako pravý zlobr. S rodinou se vydá do království Za sedmero horami na oslavu prvních narozenin svých dětí, kam přijde také mnoho dalších postav. Shrek se na oslavě rozčílí, když tři prasátka snědí narozeninový dort jeho dětí. Poté, co všechny seřve, tak se všichni začnou smát. Shrek pak zničí náhradní dort, rozčílí se a odejde. Venku potká Rampelníka, který Shrekovi nabídne, že může strávit den jako pravý zlobr. Výměnou za to chce den ze Shrekova dětství, o němž Shrek ani nebude vědět, že zmizel. Shrek souhlasí a podepíše smlouvu. Okamžitě se objeví ve světě, kde se ho vesničané stále bojí. Užívá si neplechy, kterou může působit, dokud nenajde plakáty, na kterých je hledaná zlobryně Fiona a dokud nenajde svůj zpustošený dům. Pak je náhle polapen čarodějnicemi a odveden k Rampelníkovi, který je nyní králem Za sedmero horami. Království je zanedbané a používá zlobry pro těžkou otrockou práci.
Shrek si uvědomí, že den, který Rampelník vymazal, je den, kdy se narodil, což znamená, že Shrek v tomhle světě nikdy předtím nebyl a nikdo ho nezná. Shrek navíc po skončení tohoto dne přestane úplně existovat. Shrek spolu s osvobozeným Oslíkem uteče z Rampelníkova hradu. Oslík se nejdříve Shreka bojí, ale začne mu věřit, když vidí, jak Shrekovi schází jeho ztracená minulost – to je něco, co nikdy předtím u zlobra neviděl. Když Shrek Oslíkovi vysvětlí situaci, Oslík mu pomůže zjistit podmínky zrušení dohody s Rampelníkem. Ta přestane platit, pokud se Shrek a Fiona z pravé lásky před koncem dne políbí. Shrek a Oslík pak nečekaně narazí na skupinu zlobrů, kteří tvoří odboj proti Rampelníkovi. Tyto zlobry vede Fiona, která stále trpí kletbou a chová přetloustlého Kocoura v botách jako domácího mazlíčka.
Shrek dělá vše, co může, aby získal Fioninu lásku, ale ta je příliš zaneprázdněna přípravami na přepadení Rampelníka během jeho pravidelných nočních lovů zlobrů. Zlobři se ale místo toho chytí do pasti Krysaře. Shrek naléhá na Fionu, aby ho políbila s tím, že to všechno vyřeší, ale protože Fiona Shreka nemiluje, nic se nevyřeší. Když se Shrek dozví, že Rampelník slibuje bez dalších podmínek cokoli, co si přeje, tomu, kdo Shreka přivede, Shrek se sám nabídne výměnou za to, že Rampelník propustí všechny ostatní zlobry. Rampelník všechny kromě Fiony propustí. Fiona je totiž kvůli kletbě zlobryní pouze v noci, a tak není "úplným zlobrem". Shrek a Fiona mají posloužit jako krmivo pro Dračici, ale Oslík, Kocour a zlobři zaútočí na Rampelníkův hrad, což umožní Shrekovi a Fioně, aby si podmanili Dračici i Rampelníka.
Když začne vycházet slunce, Shrek začne mizet, ale Fiona, která se do něj znovu zamilovala, ho políbí, než zmizí úplně, což zruší dohodu mezi Shrekem a Rampelníkem a vrátí Shreka zpět do jeho světa do okamžiku před tím, co na všechny křičel. Shrek své přátele a rodinu obejme a je vděčný za to, co má.

## Obsazení
| Mike Myers          | Shrek                   |
| Eddie Murphy        | Oslík                   |
| Cameron Diaz        | Fiona                   |
| Antonio Banderas    | Kocour v botách         |
| Julie Andrews       | královna Lilian         |
| John Cleese         | král Harold             |
| Walt Dohrn          | Rampelník               |
| Jon Hamm            | zlobr Brogan            |
| Craig Robinson      | zlobr Cookie            |
| Jane Lynch          | zlobryně Gretchen       |
| Conrad Vernon       | Perníček                |
| Aron Warner         | vlk                     |
| Christopher Knights | tři slepé myši          |
| Cody Cameron        | Pinocchio, tři prasátka |

## Dabing
| David Novotný             | Shrek            |
| Tomáš Juřička             | Oslík            |
| Kamila Špráchalová        | Fiona            |
| Aleš Procházka            | Kocour v botách  |
| Růžena Merunková          | královna Lillian |
| Petr Pelzer               | král Harold      |
| Otakar Brousek            | Rampelník        |
| Martin Zahálka            | Brogan           |
| Pavel Rímský              | Doris            |
| Zdeněk Štěpán             | Perníček         |
| Radovan Vaculík           | Pinocchio        |
| Bohdan Tůma               | Mabel            |
| Stanislav Lehký           | vlk              |
| Michal Mařík              | Valibuk          |
| Ernesto Čekan             | Kuchtík          |
| Ludmila Molínová-Zábršová | Amber            |
| Jana Mařasová             | Georgette        |
| Alice Šnirychová          | Griselda         |
| Jindřich Hinke            | tři prasátka 1   |
| Ivo Novák                 | tři prasátka 2   |
| Otto Rošetzký             | tři prasátka 3   |
| Radka Fidlerová           | Greca            |
| Ivo Kubečka               | Vdoleček         |
| Milan Slepička            | Průvodce         |

Další hlasy: Jiří Ployhar, Jan Holík, Lukáš Jurek, Martin Janouš, Petra Jindrová, Regina Řandová, Klára Sedláčková-Oltová & Hana Czivišová-Hessová

## Ohlas
Film sklidil smíšené až pozitivní reakce u kritiky. Několik kritiků tvrdí, že Shrek: Zvonec a konec je lepší než předchozí film Shrek Třetí, ale není tak dobrý jako Shrek a Shrek 2. Server Rotten Tomatoes na základě 185 recenzí dává filmu hodnocení 58%. Server Metacritic dává filmu na základě 35 recenzí skóre 58 ze 100. Uživatelé ČSFD hodnotí film průměrně 64%.
Celosvětové tržby čítající téměř 750 milionů dolarů učinily ze snímku druhý celosvětově nejúspěšnější animovaný film roku 2010 po Toy Story 3: Příběh hraček, 37. nejvýdělečnější film všech dob a pátý nejvýdělečnější film roku 2010 po filmech Toy Story 3: Příběh hraček, Alenka v říši divů, Harry Potter a Relikvie smrti – část 1 a Počátek.